# Cosmophyga molorcharia
Cosmophyga molorcharia là một loài bướm đêm trong họ Geometridae.